# پی‌اس لیلی (۱۸۸۰)
پی‌اس لیلی (۱۸۸۰) (به انگلیسی: PS Lily (1880)) یک کشتی است که طول آن ۳۰۰ فوت (۹۱ متر) می‌باشد. این کشتی در سال ۱۸۸۰ ساخته شد.